# Harmancık
Harmancık est une ville et un district de la province de Bursa dans la région de Marmara en Turquie.